# Wilhelm Krützfeld
Wilhelm Krützfeld, född 9 december 1880 i Hornsdorf; död 31 oktober 1953 i Berlin, var en tysk polisman.
Vid tiden för Kristallnatten 1938 var Krützfeld Revieroberleutnant (poliskommissarie) och chef för 16. vaktdistriktet. Genom sitt ingripande räddade Krützfeld den mäktiga synagogan på Oranienburger Strasse i Berlin. En grupp nazister hade satt eld på synagogan, då Krützfeld med draget vapen kom till platsen och drev bort nazisterna. Därefter tillkallades brandkåren, som hade order att inte släcka bränder i synagogor. K hänvisade då till byggnadsminneslagen och därefter släcktes elden. Denna aktion i Nazityskland ses idag som ett lysande exempel på civilkurage. Synagogan står fortfarande kvar idag, och på dess fasad sitter en minnestavla som hedrar Krützfelds minne.